# Leo Victor Sigaren
De Ned. Sigarenfabriek Henry De Leeuw NV werd opgericht in 1906 door H.Th.J.M. de Leeuw (1881-1954) te 's-Hertogenbosch. Aanvankelijk gelegen in het Kruisbroedersstraatje, op dezelfde locatie waar tot 1898 de sigarenfabriek Goulmy & Baar in was gevestigd, maar na expansie verhuisde het in 1914 naar Vughterstraat 234. Als merknaam werd Leo Victor  bedacht (Latijn voor: 'De Leeuw is Overwinnaar'). Er werden sigaren geproduceerd in het duurder segment. Zo kon in 1917 het merk zelfs exclusief verkocht worden op de Wagon Lits treinen. De omslag kwam aan het einde van de Tweede Wereldoorlog. De fabriek had bij de bevrijding veel schade opgelopen door granaatinslag. Deze schadepost, maar vooral door tegenvallende omzetten werd in 1953 samenwerking gezocht met Smit & Ten Hove uit Kampen. Dit resulteerde in een overname. Het merk Leo Victor werd geïntegreerd in het merk Balmoral, en daarmee verhuisde de productie naar Kampen. In 1975 werd Smit & Ten Hove overgenomen door Douwe Egberts.

## Suriname

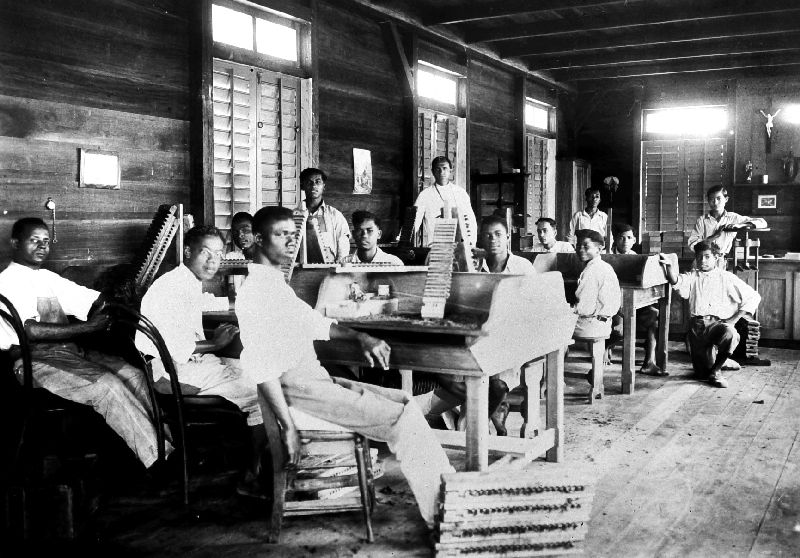
RK Sigarenfabriek Leo Victor - Suriname.
(Collectie stichting Nationaal Museum van Wereldculturen)

Na 1953 verdween de merknaam Leo Victor uit Nederland, maar in Suriname zijn er nog steeds een gelijknamige drukkerij en voetbalclub. In de jaren 30 ontstond bij de Fraters van Tilburg de intentie om de jongens van het Sint Boniface Internaat in Paramaribo de mogelijkheid te bieden een vak aan te leren. Ze kozen voor de productie van sigaren, welke ook door Henry De Leeuw Sigarenfabriek werden vervaardigd onder de naam Leo Victor. Door de verhoogde productie werden een timmerbedrijf voor de sigarenkistjes en een drukkerij voor etiketten opgestart, en tevens een voetbalclub.